# 馬尚義
馬尚義（15世紀—16世紀），北直隸河間府景州吳橋縣人，明朝政治人物。

## 生平
馬尚義是嘉靖十年（1531年）辛卯科順天鄉試舉人，授陝西鳳翔知縣，為政聰敏有才，處事有方，審案精明；當時縣內役值令人家庭破滅，賦稅總無法完全徵收，他立法使得差事不累民，稅項能早收完，得到撫按七次薦用，陞甘肅行太僕寺寺丞，死後入祀鄉賢祠。

## 引用
1. 1 2  光緖《重修吳橋縣志·卷七·人物志上》：馬尚義，嘉靖辛卯舉人，任陝西鳳翔縣知縣，性敏才長，處事有法，折獄詳明，令行禁止縣舊庫役必破家，里甲徵糧多不完，義立法庫役不累，徵收早完，撫按凡七薦，陞甘肅行太僕寺寺丞，祀鄉賢。